# بوخضرة (حي)
بوخضرة هو حي في بلدية البوني بولاية عنابة، يعتبر هذا الحي من أقرب الأحياء إلى مدينة عنابة، حيث يتواجد على السفح الشمالي للتلال التي تشكل الحد الجنوبي لمدينة عنابة، عدد سيكانه حوالي 15000 نسمة، ومن الناحية التاريخية فإن نواة هدا الحي وجدت بالتلال المحادية للطريق الوطني 16 (عنابة باتجاه البوني) في الفترة الاستعمارية حيث تجمعت عدة مجموعات من مناطق مختلفة وبنت حيا من الأكواخ في المكان المعروف ببوحمرة(نسبة إلى تربة الجبل الحمراءالغنية بفلزات الحديد) أما باقي المنطقة فكان مزارع لمعمرين إيطاليين ومالطيين)و في سنة 1957 بنت الحكومة الفرنسية المحتلة محتشدا جمعت فيه سكان بوحمرة ومناطق أخرى بالإضافة إلى سكان رحل تصادف وجودهم بالمنطقة يدعون ببني عداس وقد ساهمالحي في ثورة التحرير وبعد الاستقلال سنة 1962 وبداية عملية تصنيع منطقة عنابة في زمن الرئيس هواري بومدين شهد الحي هجرة كثيفة من عدة ولايات (تبسة - سوق أهراس - قالمة - سكيكدة -... إلخ) فنشأت أحياء قصديرية احتلت كامل المنطقة الجبلية وترافق هذا مع نمو نشاط إجرامي شوه سمعة الحي لغاية سنة 1981 لما قامت سلطات ولاية عنابة بإخلاء الحي القصديري وترحيل ساكنيه فشهد حي بوخضرة فترة هدوء لغاية بداية الآزمة الأمنية (سنة 1992) وعادت إليه ظاهرة السكنات الفوضوية (العشوائية) التي تشكل حاليا أكثر من نصف المنطقة العمرانية بالحي الذي يعاني من التهميش مقارنة بأحياء أخرى مجاورة ولعل السبب يتعلق بالعدد الضخم من السكنات الفوضوية والتي تحول دون تطويره. من جهة أخرى فقد عرف الحي توسعا بإنشاء جامعة جديدة (جامعة العلوم الإنسانية) رافقها إنشاء أحياء سكنية حديثة ومشروع لمسجد كبير بأمر من الرئيس عبد العزيز بوتفليقة على قمة تل مجاور لمدخل مدينة عنابة باتجاه الغرب لمحو الصورة المحفوظة عن مدينة عنابة لدى دخولها وهي تواجد كنيسة كاثوليكية ضخمة من بقايا الاستعمار لا صلة لها بالواقع حيث تنعدم الديانة المسيحية تقريبا عبر كامل ولاية عنابة.

## من أهم مرافقه نذكر
- مكتب بريد افتتح سنة 2011 ، مكتب بريد ثاني افتتح سنة 2015
- عدة مساجد (مسجد عبد الحميد بن باديس ،مسجد الفتح،مسجد خديجة أم المؤمنين ومسجد عنابة الكبير)
- 5 ابتدائيات من الأقدم إلى الأحدث : (الشهيد محمد كحلي ، الشهيدة زهيرة ، الشهيد محمد الصادق خلفة ، إبتدائية بوخضرة الجديدة 2 ، ابتداية بوخضرة الجديدة 3 ) ، 2 متوسط (براري خميسي) و (جابر بن حيان).
- مركزين للأمن الحضري 1.2
- مستوصف بلدي حديث التجهيزات
- مكتبة بلدية عمومية
- محطتان للقطار
- فرع إداري بلدي
- ملعبين بلديين